# Kévin Théophile-Catherine
Kévin Théophile-Catherine (Saint-Brieuc, 28 de outubro de 1989) é um futebolista francês que atua como zagueiro. Atualmente defende o Dínamo Zagreb.

## Carreira
Kévin Théophile-Catherine começou a carreira no Stade Rennais.